# Christophe Büchi
Christophe Büchi (* 1952 in Freiburg im Üechtland) ist ein Schweizer Journalist und Buchautor. Sein Hauptthema ist die Verständigung zwischen der Deutschschweiz und der französischsprachigen Schweiz sowie der als Röstigraben bekannte Konflikt zwischen beiden.

## Leben
Christophe Büchi wurde 1952 als Sohn von Willy Büchi im zweisprachigen Freiburg im Üechtland geboren. Im Elternhaus wurde Deutsch gesprochen (der Vater war Thurgauer, die Mutter Zürcherin), im Alltag musste sich Büchi jedoch oft auch auf Französisch verständigen und fand so früh zu seinem Lebensthema. Zwischen dem 12. und dem 19. Altersjahr besuchte er das Internat Friedberg in Gossau SG, wo er die Matura mit altsprachlichem Profil erwarb. Danach studierte er während eines Jahres Philosophie an der Universität Freiburg (Schweiz) und während den folgenden drei Jahren Politikwissenschaft an der Universität Lausanne. Seine Abschlussarbeit schrieb er über die audiovisuellen Medien Radio und Fernsehen. Von 1975 bis 1979 war er wissenschaftlicher Assistent an der Universität Lausanne und danach während eines Jahres Teil einer vom Bund eingesetzten und von Hans W. Kopp präsidierten Expertenkommission für eine «Medien-Gesamtkonzeption».
Von 1980 bis 2001 war Büchi als freiberuflicher Journalist für verschiedene Deutschschweizer Zeitungen tätig (Die Weltwoche, Basler Zeitung, Tages-Anzeiger, Der Bund). Er schrieb hauptsächlich Artikel über Themen, die die französischsprachige Schweiz beschäftigten, und über das Verhältnis zwischen Deutsch- und Welschschweiz. 1996 erhielt er als erster deutschsprachiger Journalist den Prix Jean Dumur, das Preisgeld ermöglichte es ihm, sein Hauptthema in Buchform zu vertiefen. 2000 veröffentlichte er beim NZZ-Buchverlag seine historische Studie Röstigraben, die kurz darauf auch in französischer Übersetzung bei den Éditions Zoé erschien. In Anspielung auf dieses Buch bezeichnete Max Frenkel Büchi später als den «schweizerischen Röstigrabologen» schlechthin.
Von 2001 bis 2014 war er festangestellter Welschland-Korrespondent der Neuen Zürcher Zeitung mit Sitz in Lausanne. Seither ist er wieder als freiberuflicher Publizist tätig, schreibt weiterhin Artikel für die Neue Zürcher Zeitung, für Le Temps, von 2015 bis 2017 auch für Schweiz am Sonntag und seit 2017 für Die Weltwoche.

## Auszeichnungen
- 1996: Prix Jean Dumur[8]
- 2000: Prix de Lucerne[9]
- 2010: Oertli-Preis der Oertli-Stiftung

## Buchpublikationen
- Röstigraben. Das Verhältnis zwischen deutscher und französischer Schweiz. Geschichte und Perspektiven. NZZ Verlag, Zürich 2000, ISBN 978-3-85823-812-2.
  - Französisch: Mariage de raison. Romands et Alémaniques. Une histoire suisse. Übers. Ursula Gaillard. Éditions Zoé, Carouge-Genf 2001, ISBN 2-8818-2441-2. Erweiterte und aktualisierte Neuauflage: Éditions Zoé, Carouge-Genf 2015, ISBN 978-2-88182-946-8.
- mit Guy Mettan: Dictionnaire impertinent de la Suisse. De A comme Aar à Z comme Zwingli. Slatkine, Genf 2010, ISBN 978-2-8321-0429-3.
  - Erweiterte Neuauflage: (Tout) nouveau dictionnaire impertinent de la Suisse. De A comme Aar à Z comme Zwingli. Illustrationen von Mix & Remix. Slatkine, Genf 2019, ISBN 978-2-8321-0949-6.